# Polypteridae

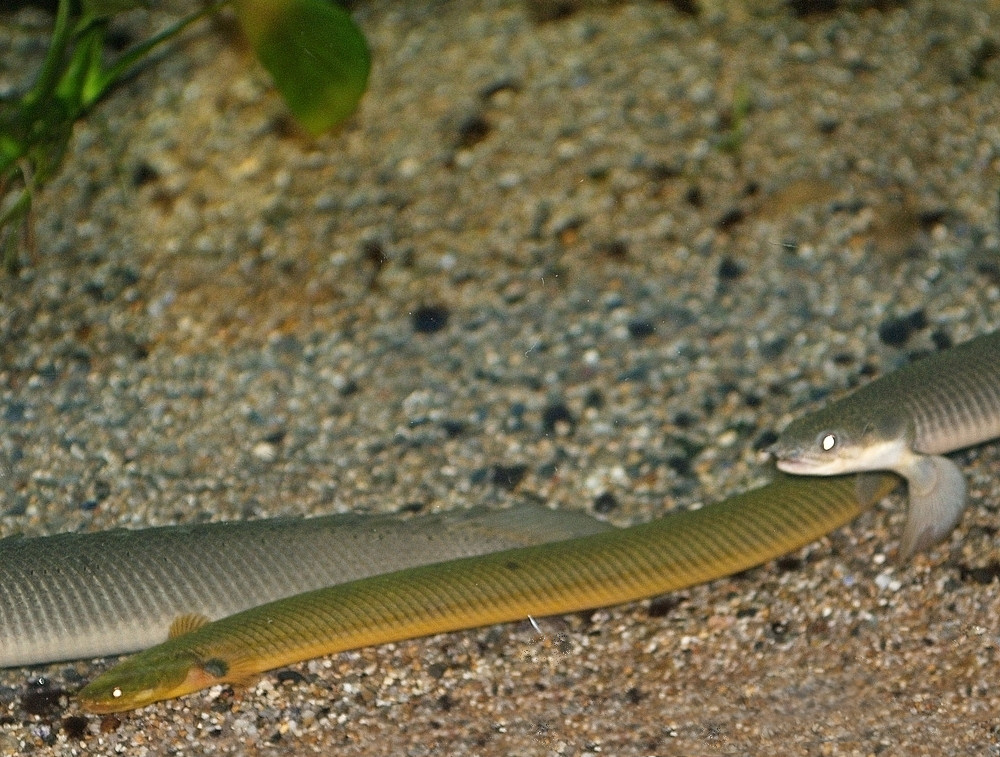
Erpetoichthys calabaricus

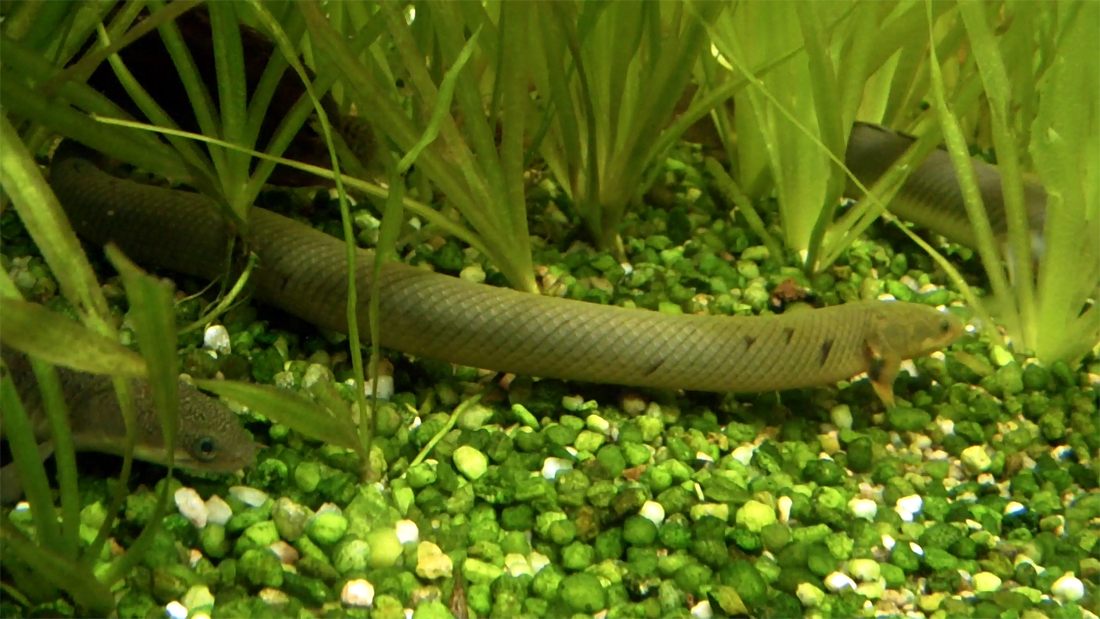
Polypterus ornatipinnis

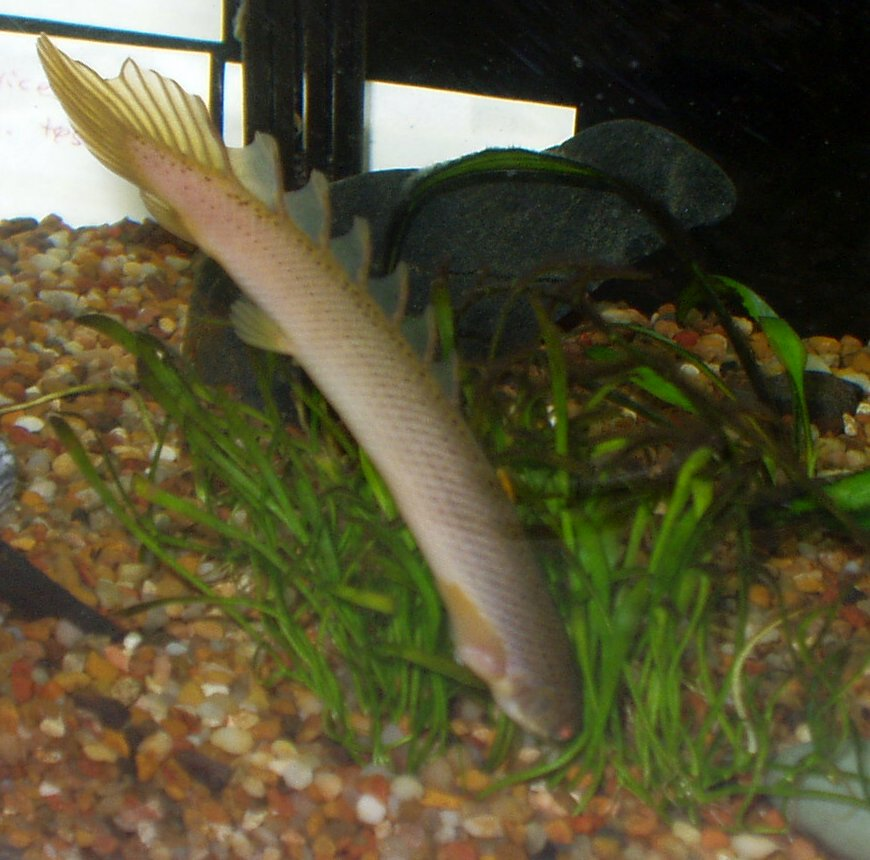
Polypterus senegalus senegalus

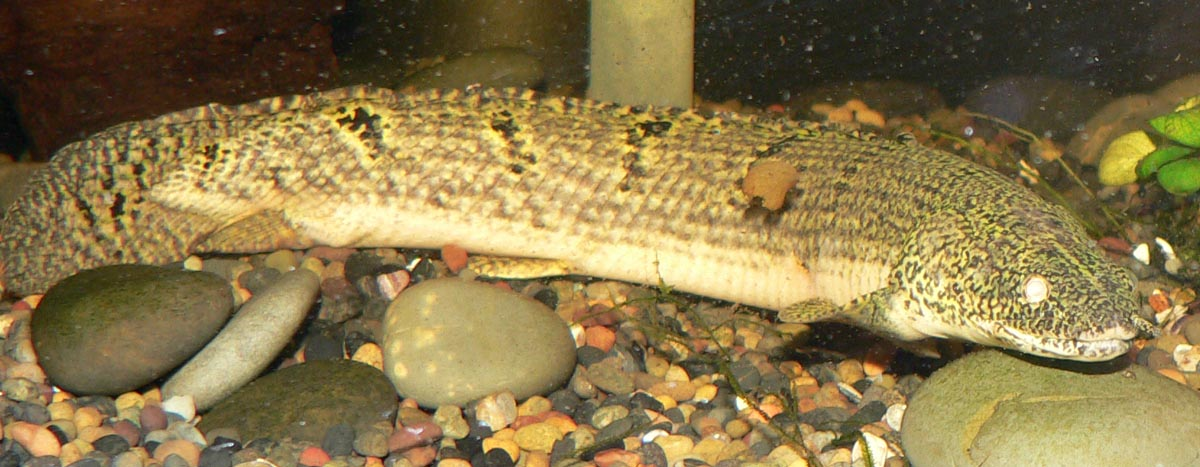
Polypterus weeksii

Los poliptéridos (Polypteridae), conocidos vulgarmente como bichires, son una familia de peces actinopterigios de aspecto muy primitivo, la única del orden Polypteriformes. Todas las especies se encuentran confinadas a las aguas de ríos y lagos de África.
Presentan el cuerpo alargado o anguiliforme, recubierto de pequeñas escamas con ganoína. La aleta caudal es simétrica, las aletas pectorales tienen una base lobulada, mientras que la aleta dorsal se encuentra dividida en varias aletas formadas por un radio espinoso que soporta una membrana pequeña.
Los juveniles presentan agallas externas, que se hacen internas en los adultos. La vejiga natatoria, comunicada por un conducto con el esófago, les sirve como órgano respiratorio accesorio.

## Acuariología
Los bichires son unas especies muy populares en acuarios. Aunque son depredadores, son especies pacíficas y relativamente poco activas, prefiriendo permanecer asentadas en el fondo del acuario, por lo que son muy adecuadas para ponerlas junto a especies nadadoras de tamaño lo suficientemente grande para que no sean presas. Algunos peces gato (Loricariidae), usados como limpiadores en acuarios, pueden atacar al bichir y succionar su piel.

## Géneros y especies
En la actualidad existen unas 14 especies —y 80 subespecies—, agrupadas en dos géneros:
- Género Erpetoichthys
  - Erpetoichthys calabaricus (Smith, 1865)

- Género Polypterus
  - Polypterus ansorgii (Boulenger, 1910)
  - Polypterus bichir bichir (Lacépède, 1803)
  - Polypterus bichir katangae (Poll, 1941)
  - Polypterus bichir lapradei (Steindachner, 1869) - Bichir
  - Polypterus congicus Boulenger, 1898
  - Polypterus delhezi (Boulenger, 1899)
  - Polypterus endlicheri congicus (Boulenger, 1898)
  - Polypterus endlicheri endlicheri (Heckel, 1847)
  - Polypterus mokelembembe (Schliewen y Schafer, 2006)[4]
  - Polypterus ornatipinnis (Boulenger, 1902)
  - Polypterus palmas buettikoferi (Steindachner, 1891)
  - Polypterus palmas palmas (Ayres, 1850)
  - Polypterus palmas polli (Gosse, 1988)
  - Polypterus polli Gosse, 1988
  - Polypterus retropinnis (Vaillant, 1899)
  - Polypterus senegalus (Cuvier, 1829)
  - Polypterus teugelsi (Britz, 2004)
  - Polypterus weeksii (Boulenger, 1898)

Entre las especies extinguidas se incluyen:
- Polypterus faraou (Otero et al., 2006) — Mioceno tardío.